# Stesha Carle
Stesha Carle (* 2. Dezember 1984) ist eine ehemalige US-amerikanische Ruderin, die drei Silbermedaillen bei Weltmeisterschaften gewann.

## Sportliche Karriere
Stesha Carle belegte 2002 mit dem amerikanischen Achter den dritten Platz bei den Junioren-Weltmeisterschaften. 2005 siegte sie im Vierer ohne Steuerfrau bei den U23-Weltmeisterschaften zusammen mit Catherine Starr, Megan Kalmoe und Erin Cafaro. 2006 belegte sie zusammen mit Ellen Tomek den vierten Platz im Zweier ohne Steuerfrau. 
2008 startete sie bei den Weltmeisterschaften in den nichtolympischen Bootsklassen in Linz/Ottensheim zusammen mit Karen Colwell, Sarah Trowbridge und Esther Lofgren im Vierer ohne Steuerfrau und gewann die Silbermedaille hinter dem Boot aus Weißrussland. 2009 wechselte Carle in den Doppelvierer. Bei den Weltmeisterschaften in Posen erkämpften Megan Walsh, Stesha Carle, Sarah Trowbridge und Kathleen Bertko die Silbermedaille hinter den Ukrainerinnen. 2010 belegten Carle und Bertko im Doppelzweier den fünften Platz bei den Weltmeisterschaften auf dem Lake Karapiro. 2011 kehrte Carle in den Doppelvierer zurück. Stesha Carle, Natalie Dell, Adrienne Martelli und Megan Kalmoe erreichten bei den Weltmeisterschaften in Bled den zweiten Platz hinter den Deutschen.
Stesha Carle trat von 2012 bis 2014 jedes Jahr im Ruder-Weltcup an, beim jeweiligen Saisonhöhepunkt wurde sie nicht eingesetzt.